# London School of Hygiene & Tropical Medicine

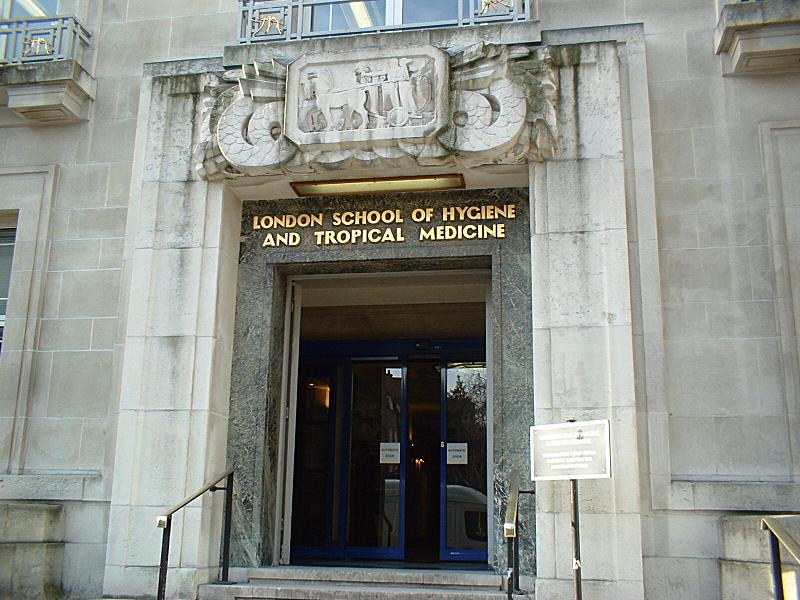
Haupteingang (Keppel Street)

Die London School of Hygiene & Tropical Medicine (auf Deutsch: Londoner Hygiene- und Tropenmedizinhochschule; kurz LSHTM oder auch „London School“) ist ein College der University of London, spezialisiert in den Bereichen Public Health, Epidemiologie, internationale und globale Gesundheit und Tropenmedizin. Die Ausbildung findet ausschließlich postgradual statt, das heißt, es werden keine Bachelor-Studiengänge angeboten.
Die LSHTM ist eine der weltweit renommiertesten Institutionen in den Bereichen Public Health und Infektionskrankheiten. Im Oktober 2013 wurde sie vom Times Higher Education als weltweit führende forschungsorientierte Graduate School benannt.

## Struktur
Die London School ist in verschiedenen Abteilungen (Departments) organisiert, dem Abteilung für Epidemiologie und Gesundheit der Bevölkerung (Department of Epidemiology and Population Health), welches sich vor allem mit methodischen und epidemiologischen Fragen beschäftigt, dem Abteilung für Infektions- und Tropenkrankheiten (Department of Infectious and Tropical Diseases), welches die laborbezogenen Forschungsrichtungen der Schule vereinigt, und dem Abteilung für öffentliche Gesundheit und Politik (Department of Public Health and Policy), welches auf die Anwendungsfelder der Forschung fokussiert.

## Geschichte

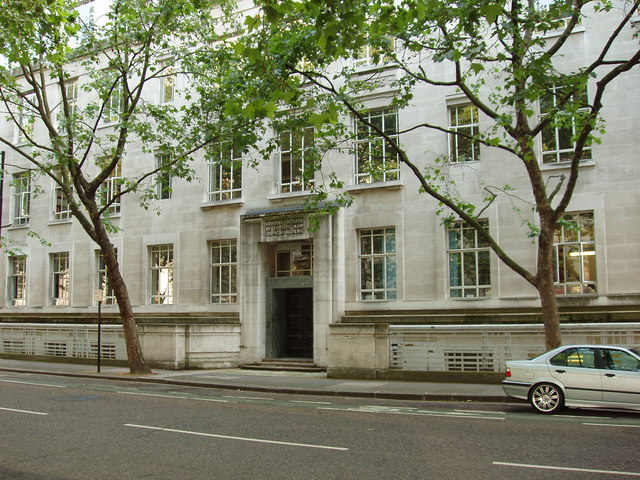
Seiteneingang (Malet Street)

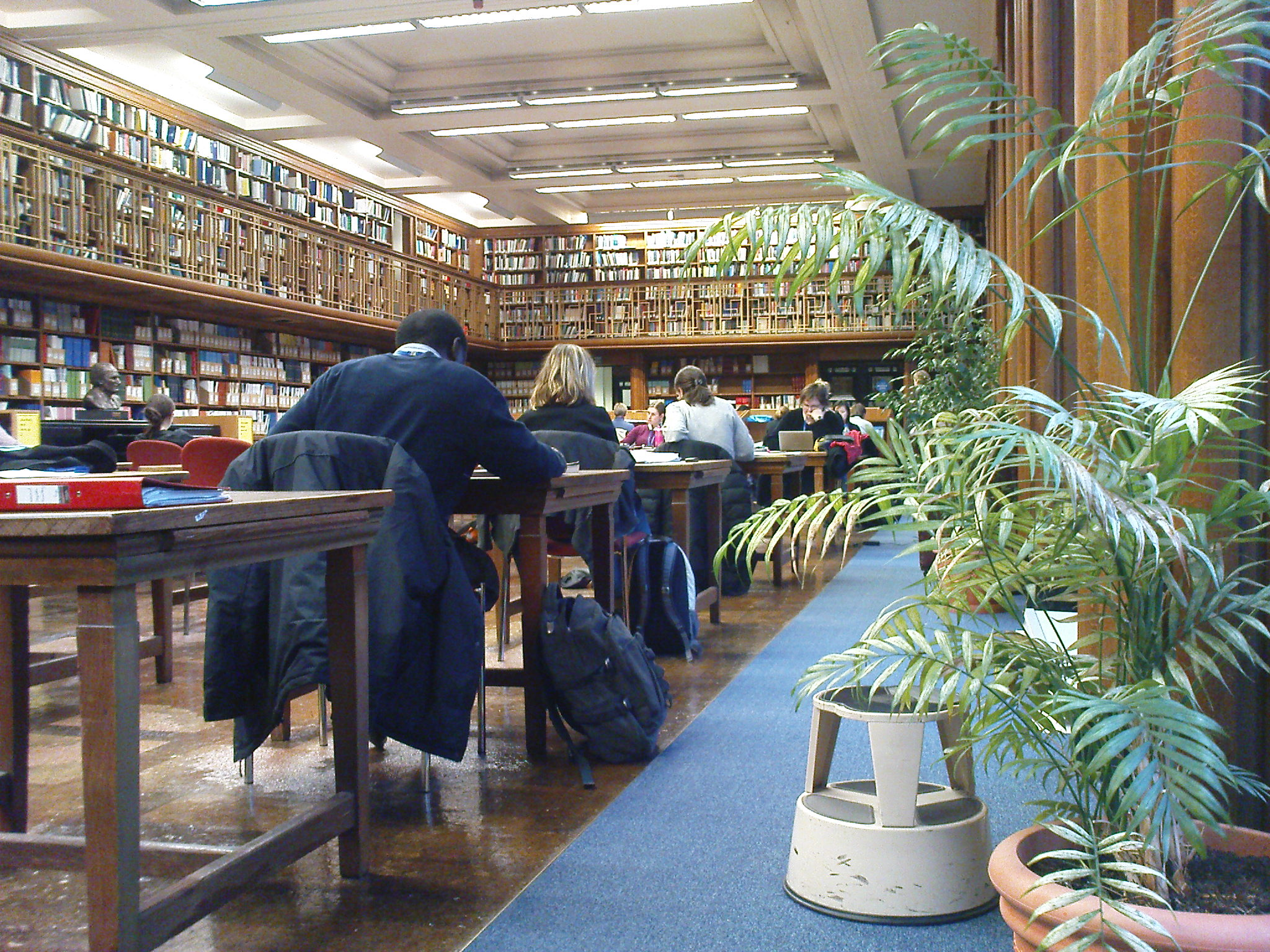
Die Bibliothek der LSHTM

Die London School wurde im Jahr 1899 durch den „Vater der [britischen] Tropenmedizin“, Patrick Manson, als London School of Tropical Medicine gegründet, damals jedoch noch an einem anderen Standort in den Londoner Docklands. Manson war ein Arzt, der zwischen 1860 und 1880 im Fernen Osten gearbeitet hatte, wo er tropischen Krankheiten begegnete und sich mit den Grenzen seines Wissens konfrontiert sah. Nachdem er nach London zurückgekehrt war, wurde er zum Berater des Kolonialbüros ernannt. Da viele Britische Bürger an tropischen Krankheiten verstarben, die verhindert hätten werden können, wenn die Ärzte besser ausgebildet worden wären, initiierte er deren Weiterbildung durch die Gründung der Schule, die anfänglich auf einem Krankenhausschiff angesiedelt war.
Im Jahr 1920 zog die LSHTM um ins Zentrum Londons, in die Endsleigh Gardens. 1921 empfahl das Athlone Committee die Bildung eines staatlichen Institutes, das weltweit führend sein sollte in der Förderung der öffentlichen Gesundheit und der Tropenmedizin. Diese erweiterte Schule erhielt nun im Jahr 1924 den Namen London School of Hygiene & Tropical Medicine.
Das Hauptgebäude befand sich von 1929 an in der Keppel Street im Stadtteil Bloomsbury. Der Erwerb des Geländes und der Bau des Gebäudes wurden ermöglicht durch eine Schenkung von 2 Millionen US-$ der Rockefeller-Stiftung.

## Gebäude
Das 1929 in der Keppel Street eröffnete Gebäude der LSHTM wurde im Stil des Art déco von den Architekten Morley Horder und Verner Rees entworfen. Viele Details deuten auf die Verwendung der Schule als Lehr- und Forschungsanstalt für Public Health und Tropenmedizin hin. So sind z. B. in den kleinen Metallgittern vor den Fenstern verschiedene Insekten nachgebildet, die als Überträger von Krankheiten wichtig sind. Im Fries, der unterhalb des Daches um die Schule herumläuft, werden die Namen wichtiger Forscherpersönlichkeiten auf dem Gebiet von Tropenmedizin und öffentlicher Gesundheit (Hygiene) zitiert: 
- Thomas Sydenham (als Begründer von klinischer Medizin und Epidemiologie)
- John Pringle (schottischer Armeearzt, der sich dort für Hygiene einsetzte)
- James Lind (entwickelte eine effektive Diät zur Prävention von Skorbut)
- Johann Peter Frank (als Pionier der Öffentlichen Gesundheit)
- Edward Jenner (entwickelte die Pockenimpfung)
- Lemuel Shattuck (Politiker und Verleger, Pionier der öffentlichen Gesundheit in Boston)
- Edwin Chadwick (Anwalt und Sozialreformer, der sich sein Leben lang für die Reform der öffentlichen Gesundheit in Großbritannien einsetzte)
- William Farr (britische nationale Gesundheitsstatistiken)
- John Simon (Chirurg und Reformer der öffentlichen Gesundheit)
- Max von Pettenkofer (Antisepsis)
- Edmund Alexander Parkes (besonders für Hygiene bei der britischen Armee bekannt)
- Louis Pasteur  (Begründer der Keimtheorie und Entwickler des Pasteurisierens)
- Joseph Lister (führte antiseptische Techniken in die Chirurgie ein)
- Timothy Richards Lewis
- Robert Koch (Vorreiter der Bakteriologie, entdeckte die verursachenden Organismen von Tuberkulose und Cholera)
- Patrick Manson (Gründer der LSHTM)
- Alphonse Laveran (Entdeckung des Malariaerregers)
- Walter Reed (zeigte, dass das Gelbfieber durch Aedes aegypti übertragen wird)
- William Crawford Gorgas (US-amerikanischer Armeearzt der sich um Moskitoschutz beim Bau des Panamakanals verdient machte und damit der Bekämpfung von Malaria und Gelbfieber)
- David Bruce (wies nach, dass die Schlafkrankheit durch die Tsetsefliege übertragen wird)
- Ronald Ross (Entdecker des Malaria-Zyklus)
- Hermann Michael Biggs (amerikanischer Hygienepionier mit frühen Anwendungen der Bakteriologie)
- William Leishman (Militärarzt und Pathologe, arbeitete mit Almroth Wright an der Typhusimpfung und über Leishmaniose).

2019 wurden diese durch drei Namen von Frauen ergänzt, da diese in der ursprünglichen Auswahl nicht vorkamen (Marie Curie, Florence Nightingale, Alice Augusta Ball, letztere als afroamerikanische Chemikerin, die eine bis in die 1940er Jahre verwendete Lepratherapie entwickelte).

## Direktoren der Schule
- Sir Francis Lovell, 1903 bis 1916
- Sir Havelock Charles, 1916 bis 1924
- Sir Andrew Balfour, 1923 bis 1931
- Wilson Jameson, 1931 bis 1940
- 1939 bis 1945 – mehrere Wechsel von Direktoren aufgrund von Kriegsdienstverpflichten Jamesons
- J M Mackintosh, 1945 bis 1950
- Andrew Topping, 1950 bis 1955
- Austin Bradford Hill, 1955 bis 1957
- James Kilpatrick, 1957 bis 1960
- E T C Spooner, 1960 bis 1970
- Professor Gordon Smith, 1970 bis 1989
- Professor Richard Feachem, 1989 bis 1995
- B S Drasar, während 1995
- Harrison Spencer, 1996 bis 2000
- Geoffrey Targett, während 2000
- Sir Andrew Haines, 2001 bis 2010
- Baron Peter Piot, 2010 bis Juli 2021[9]
- Professor Liam Smeeth, ab 1. August 2021[10]

## Zahlen zu den Studierenden
Im Studienjahr 2022/2023 nannten sich von den 1040 Studenten der London School of Hygiene and Tropical Medicine 725 weiblich (69,7 %) und 315 männlich (30,3 %). Von den 1090 Studierenden 2019/2020 waren 755 weiblich und 335 männlich. 2009 waren es insgesamt 2805 Studierende gewesen, davon 1922 als Fernstudierende. 2014/2015 waren es 875 Frauen und 370 Männer gewesen. 2019/2020 kamen 510 Studierende aus England, 10 aus Schottland und 95 aus (anderen) EU-Ländern. Alle Studierende hatten bereits einen ersten Studienabschluss, sie waren postgraduates.
Die Studiengebühren betragen mindestens 11.750 £ pro Jahr.

## Vergebene Preise
Die Donald-Reid-Medaille wird von der LSHTM dreijährlich vergeben für hervorragende Forschung auf dem Gebiet der Epidemiologie.